# Temporada 2022-2023 del Nàstic
Dades de la temporada 2022-2023 del Gimnàstic de Tarragona.

## Plantilla
Aquesta és la plantilla del Gimnàstic de Tarragona per a la temporada 2022-2023 a la Primera Federació.
| N. | Pos. | Nac. | Jugador         |
| -- | ---- | --- | --------------- |
| 1  | POR  | [[Fitxer:Flag of Spain.svg\|23x15px\|border \|alt=Espanya\|link=Selecció de futbol d'Espanya\|{{#if:\|]]                                       | Manu García     |
| 3  | DEF  | [[Fitxer:Flag of Spain.svg\|23x15px\|border \|alt=Espanya\|link=Selecció de futbol d'Espanya\|{{#if:\|]]                                       | Javi Bonilla    |
| 4  | DEF  | [[Fitxer:Flag of Catalonia.svg\|23x15px\|border \|alt=Catalunya\|link=Selecció de futbol de Catalunya\|{{#if:\|]]                              | Pol Domingo     |
| 5  | DEF  | [[Fitxer:Flag of the Valencian Community (2x3).svg\|23x15px\|border \|alt=País Valencià\|link=Selecció de futbol del País Valencià\|{{#if:\|]] | Marc Trilles    |
| 6  | MIG  | [[Fitxer:Flag of the Basque Country.svg\|23x15px\|border \|alt=País Basc\|link=Selecció de futbol del País Basc\|{{#if:\|]]                    | Ander Gorostidi |
| 7  | DAV  | [[Fitxer:Flag of Catalonia.svg\|23x15px\|border \|alt=Catalunya\|link=Selecció de futbol de Catalunya\|{{#if:\|]]                              | Simón           |
| 8  | MIG  | [[Fitxer:Flag of Catalonia.svg\|23x15px\|border \|alt=Catalunya\|link=Selecció de futbol de Catalunya\|{{#if:\|]]                              | Pedro del Campo |
| 9  | DAV  | [[Fitxer:Flag of Romania.svg\|23x15px\|border \|alt=Romania\|link=Selecció de futbol de Romania\|{{#if:\|]]                                    | Andrei Lupu     |
| 10 | DAV  | [[Fitxer:Flag of Galicia.svg\|23x15px\|border \|alt=Galícia\|link=Selecció de futbol de Galícia\|{{#if:\|]]                                    | Aarón Rey       |
| 11 | DAV  | [[Fitxer:Flag of the Valencian Community (2x3).svg\|23x15px\|border \|alt=País Valencià\|link=Selecció de futbol del País Valencià\|{{#if:\|]] | Andy Escudero   |
| 12 | MIG  | [[Fitxer:Flag of Catalonia.svg\|23x15px\|border \|alt=Catalunya\|link=Selecció de futbol de Catalunya\|{{#if:\|]]                              | Montalvo        |
| 13 | POR  | [[Fitxer:Flag of Catalonia.svg\|23x15px\|border \|alt=Catalunya\|link=Selecció de futbol de Catalunya\|{{#if:\|]]                              | Dani Parra      |

| N. | Pos. | Nac. | Jugador             |
| -- | ---- | --- | ------------------- |
| 14 | DEF  | [[Fitxer:Flag of Spain.svg\|23x15px\|border \|alt=Espanya\|link=Selecció de futbol d'Espanya\|{{#if:\|]]                    | Quintanilla         |
| 15 | DEF  | [[Fitxer:Flag of Spain.svg\|23x15px\|border \|alt=Espanya\|link=Selecció de futbol d'Espanya\|{{#if:\|]]                    | Josema              |
| 16 | DAV  | [[Fitxer:Flag of Catalonia.svg\|23x15px\|border \|alt=Catalunya\|link=Selecció de futbol de Catalunya\|{{#if:\|]]           | Maurizio Pochettino |
| 17 | MIG  | [[Fitxer:Flag of Spain.svg\|23x15px\|border \|alt=Espanya\|link=Selecció de futbol d'Espanya\|{{#if:\|]]                    | Pablo               |
| 18 | DEF  | [[Fitxer:Flag of Catalonia.svg\|23x15px\|border \|alt=Catalunya\|link=Selecció de futbol de Catalunya\|{{#if:\|]]           | Nil                 |
| 19 | DAV  | [[Fitxer:Flag of the Basque Country.svg\|23x15px\|border \|alt=País Basc\|link=Selecció de futbol del País Basc\|{{#if:\|]] | Guillermo           |
| 20 | DEF  | [[Fitxer:Flag of Romania.svg\|23x15px\|border \|alt=Romania\|link=Selecció de futbol de Romania\|{{#if:\|]]                 | Țîrlea              |
| 21 | DEF  | [[Fitxer:Flag of Catalonia.svg\|23x15px\|border \|alt=Catalunya\|link=Selecció de futbol de Catalunya\|{{#if:\|]]           | Joan Oriol          |
| 23 | DEF  | [[Fitxer:Flag of Catalonia.svg\|23x15px\|border \|alt=Catalunya\|link=Selecció de futbol de Catalunya\|{{#if:\|]]           | Eric Montes         |
| 26 | DAV  | [[Fitxer:Flag of Catalonia.svg\|23x15px\|border \|alt=Catalunya\|link=Selecció de futbol de Catalunya\|{{#if:\|]]           | Víctor              |
| 29 | MIG  | [[Fitxer:Flag of Catalonia.svg\|23x15px\|border \|alt=Catalunya\|link=Selecció de futbol de Catalunya\|{{#if:\|]]           | Marc Álvarez        |
| 30 | DEF  | [[Fitxer:Flag of Catalonia.svg\|23x15px\|border \|alt=Catalunya\|link=Selecció de futbol de Catalunya\|{{#if:\|]]           | Iván De la Peña     |

## Equip tècnic
- Entrenador:  Raül Agné[2]
- Segon entrenador:  Dani Vidal
- Entrenador de porters:  Manuel Oliva
- Preparador físic:  Joan Torné
- Delegat:  Xavi Roch

## Fitxatges
Els fitxatges d'aquesta temporada han estat:
- Ander Gorostidi de l'Alcorcón
- Andy Escudero de l'CE Alcoià
- Eric Montes de l'Albacete Balompié
- Țîrlea del Deportivo Alavés
- Guillermo del Burgos
- Aarón Rey de l'Sabadell
- Josema del Linares

## Baixes
Les baixes han estat:
- Javier Ribelles a l'Alcorcón
- Aythami (retirat)
- Francisco Carbià al Badalona Futur
- Carlos Albarrán a l'Algeciras
- Theodoros Venetikidis al Veria NPS (Grècia)
- Jannick Buyla al Reial Saragossa
- Edgar Hernández al Badalona Futur
- Francesc Fullana al Cornellà
- Pedro Martín a l'Odisha FC (Índia)
- Karim L'Koucha al Girona B
- Pol Ballesteros al CE Ibiza
- Óscar Sanz al Unionistas
- Fidel
- Gonzi